# Лутајућа срца
Лутајућа срца су били нишка музичка поп група – акустички трио, која је деловала 70-их година XX века. Свирали су углавном баладе аранжиране са доста акустичних инструмената и гудачима.
Групу су основали 1970. године, Споменка Ђокић (вокал), Милан Марковић (гитара, клавир, виолончело, пратећи вокал) и Мирољуб Јовановић (гитара, пратећи вокал). Група је постојала до почетка осамдесетих година.
Група је у почетку вежбала у згради сада познатој као "Грчки конзулат". Касније су вежбали и свирали за јавност, суботом и недељом, у Дому младих Ниш (Зграда официрског дома у Нишу). У почетку су на игранкама свирали своје композиције али и рок композиције група: "Ху" (енгл. "The Who"), "Фри" (енгл. "Free") i "Криденс кливотер риајлв" (енгл. "Creedence Cleawater Revival").
На Омладинском фестивалу у Суботици 1972. године за песму „Још мало“, освојили су прву награду публике, као и награду за најбољи текст. На фестивалу Ваш шлагер сезоне 1973. године, добили су награду Савеза композитора Југославије, за песму „Јефимија“, Џенана Салковића из Мостара, посвећену монахињи и песникињи Јефимији. Те године су исто, представљали Југославију у Источном Берлину, на 10. светском фестивалу омладине и студената. 
1975. године, Споменка Ђокић напушта групу. Због обавеза чланова према ЈНА, група је паузирала са радом. По повратку из ЈНА, група наставља са радом, али сада, са Елвиром Игњатовић (вокал).
По повратку Споменке Ђокић у групу 1981. године, објављују ЛП „Стрепња“. На албуму је нумера „У позну јесен“, по песми Војислава Илића.
Чланови групе су писали музику за позоришне представе: "У агонији", "Зора на истоку", "Покојник", "Рибарење на асфалту", "Шовинистичка фарса"...
Писали су музику за филм „Кошава“ и ТВ серију „Партизани“. Група је повремено наступала све до 2019.године.
Наступали су на турнејама са : Здравком Чолићем, Кемалом Монтеном и групом "Тајм".

## Плоче
Издали су следеће сингл грамофонске плоче и албуме ЛП, све за ПГП-РТБ:
Синглови:
- „Још мало" / „Сети се“ (ПГП РТБ 1972)
- „Путник" / „Сан“ (ПГП РТБ 1973)
- „Јефимија" / „Пружи руке“ (ПГП РТБ 1973)
- „Балада о барби" / „Светлости јутра“ (ПГП РТБ 1973)
- „Брод за срећу" / „У сумрак“ (ПГП РТБ 1973)
- „Слутња" / „Они су се заволели“ (ПГП РТБ 1974)
- „Последње јутро" / „Године“ (ПГП РТБ 1974)
- „Ти си ту" / „Лута срце моје“ (ПГП РТБ 1974)
- „Наша љубав" / „Пешчани град“ (ПГП РТБ 1974)
- „Верујем у љубав" / „Порука кише“ (ПГП РТБ 1975)
- „Стрепња" / „Заборави ме“ (Дискотон 1979)

Албуми:
- „Лутајућа срца 1" (ПГП РТБ 1974) (Албум сниман у студију "Академик" у Љубљани)[3]
- „Стрепња“ (ПГП РТБ 1981)
- „Шума је извиђачки друг“ (ПГП РТБ 1981)

## Састав
Стални чланови:
- Споменка Ђокић – глас (вокал)
- Милан Марковић - акустична гитара, виолончело, клавир, пратећи вокал
- Мирољуб Јовановић - акустична гитара, пратећи вокал

Повремени чланови
- Елвира Игњатовић - глас (вокал) (од 1976-1981)
- Весна Кољевић - клавир (само на концертима)
- Риста Трајковић - флаута (само на концертима)
- Владимир Стојановић (гитара)
- Љубомир Игњатовић (бубњеви)
- Жарко Аћимовић (бас гитара) (1970)
- Владан Стојановић Вања (бас гитара)
- Раде Ивановић (флаута)
- Драган Милорадовић (флаута)
- Градимир Шакић (гитара)
- Весна Тополчевић (вокал)

## Биографије
Споменка Ђокић – глас (вокал)  рођена је 1954. године у Нишу. Споменка је певала у групи од 1970. године до 1975. и од 1981.године па на даље. По завршетку активног рада групе Споменка је радила као наставник музике у ОШ "Свети Сава" у Нишу. Самостално је снимила две сингл плоче у сарадњи са композитором Војканом Борисављевићем
Милан Марковић "Миња"- акустична гитара, виолончело, клавир, пратећи вокал, аутор музике, аранжмани, композитор, диригент и музички продуцент. Рођен је 1950. године у Нишу. Преминуо је 20. 03. 2021. године. Дипломирао је на Музичкој академији Виолончело.
Био је идејни творац фестивала нове градске песме "Нишка јесен"  и један од оснивача староградског ансамбла "Грош".
По завршетку активног рада групе Милан је свирао виолончело у Нишком симфонијском оркестру.
Мирољуб Јовановић познат као "Мика Тамбура" - акустична гитара, пратећи вокал, текстописац, аранжер. Рођен је 21. маја 1951. године у Нишу. Преминуо је 03.12.2020.године у Нишу. Основну и средњу школу завршио је у Нишу. Дипломирао је седамдесетих година прошлог века на Факултету заштите на раду у Нишу.
По завршетку активног рада групе Мика је радио у: Дому културе - Ниш, Народном позоришту у Нишу и  као музички уредник и водитељ на Нишкој "TV Bell Amie".
Дао је велики допринос културном животу Ниша као дугогодишњи организатор "Филмских сусрета", "Хорских свечаности", и "Нишких музичких свечаности", као и организатор "Фестивала савременог српског филма у Бечу"

## Фестивали
Омладина, Суботица:
- Још мало, прва награда публике, прва награда стручног жирија, награда за најбољи текст, победничка песма, '72
- Још мало, поводом 50-о годишњице суботичког фестивала младих, 2011

Ваш шлагер сезоне, Сарајево:
- Јефимија, четврто место и Златна плакета за најуспешнију композицију, '73
- Последње јутро, шесто место, '74

Опатија:
- Године, '74
- На жалу (Вече шансона и слободних форми), '78

Београдско пролеће:
- Балада о барби, '73
- Ти си ту, '74

Загреб:
- Брод за срећу, прва награда за композицију, '73
- Поноћни јахач, '74

Хит парада:
- Наша љубав, '74
- Верујем у љубав, '75
- Увело лишће (соло Споменка Ђокић), '75

Фестивал војничких песама:
- Тише срце, '74

Скопље:
- Сан, '72
- Малечка, '74

## Документарни филм
Током 2016. године завршен је документарни филм "Лутајућа срца-архив емоција" у продукцији "Сити маркетинг центра". Филм говори о "Лутајућим срцима"  у време када су били једна од најпопуларнијих група на територији ондашње Југославије. У филму о њима говоре многе естрадне звезде са ових простора. Сниматељ је Бојан Јовановић, редитељ Владимир Ристић, монтажер Бобан Рајковић а извршни продуцент Оливер Пауновић.

## Награде и признања
- На концерту "Време фестивала" у Нишу, Лутајућим срцима је уручена награда за посебан допринос развоју културе.[13]
- Највеће признање и награда Града Ниша "11. јануар" за 2020. годину, припало је групи Лутајућа срца.[14]